# Odznaka tytułu honorowego „Zasłużony dla Zdrowia Narodu”
Odznaka tytułu honorowego „Zasłużony dla Zdrowia Narodu” – jedna z piętnastu odznak tytułów honorowych przyznawanych w PRL, ustanowiona 12 maja 1979 jako wyróżnienie dla najbardziej zasłużonych pracowników medycznych i innych osób, które w okresie wieloletniej pracy wyróżniły się szczególnymi osiągnięciami w rozwoju opieki zdrowotnej, szerzeniu oświaty zdrowotnej, ulepszaniu metod pracy służby zdrowia, wprowadzaniu do niej postępu technicznego i jego upowszechnianiu, kształceniu i podnoszeniu kwalifikacji zawodowych kadr służby zdrowia oraz rozwijaniu i wzbogacaniu różnych form opieki społecznej.
Tytuł honorowy wraz z odznaką nadawano z okazji „Dnia Pracownika Służby Zdrowia” (pierwsza niedziela po 7 kwietnia). Odznakę noszono na prawej stronie piersi.
Wszystkie tytuły honorowe zostały zlikwidowane 23 grudnia 1992, ustawą z dnia 16 października 1992.
Obecnie, zamiast powyższej odznaki nadawana jest odznaka  „Honorowy Dawca Krwi – Zasłużony dla Zdrowia Narodu”.